# Gisèle Kuhn
Gisèle Simone Kuhn, née le 9 juin 1910 à Soisy-sous-Montmorency et morte le 14 août 1996 à Ézanville, est une pianiste concertiste française.

## Biographie
Gisèle Kuhn, née à Soisy-sous-Montmorency, morte à Ezanville, est l'épouse de Jacques Baumann (mariés le 1er juillet 1936) et la grand-mère de l'acteur Alexandre Kollatos, fils de Dimítris Kollátos et Arlette Baumann.
Elle remporte le premier prix de piano au Conservatoire national de Paris en 1929 (classe de Madame Marguerite Long), puis le Prix d'Honneur au concours international de Vienne.
Faite chevalier de la Légion d'honneur, chevalier des Palmes académiques et médaillée de Vermeil de la Ville de Paris, elle est professeur honoraire à la Schola Cantorum.
Sa carrière lui permet de se produire auprès de nombreux interprètes et compositeurs tels Tony Aubin, Aram Khatchatourian ou  Prokofiev.
En 1964, pour le centenaire de la naissance du compositeur Guy Ropartz, elle participe à une tournée aux côtés de Lionel Gali et Gaston Marchesini.
Elle se produit à l'orangerie du château de Sceaux le 15 septembre 1972 sous la présidence d'Alfred de Loewenguth, dans le cadre du festival qu'il a créé en 1969.
En 1975, elle se produit au Centre musical Gisèle-Kuhn, dans le cadre des Rencontres du Lundi au théâtre du Châtelet (sur l'initiative de son gendre Dimitris Kollatos qui avait créé un théâtre d'art).
Dans le cadre de la semaine d'amitié franco-polonaise, elle se produit à l'église de Lagny-sur-Marne pour y jouer Chopin

## Interprétations
- Trois écossaises de Chopin - Valses de Schubert - Liszt - 3e ballade en la bémol de Chopin, 45T, 7YE Part 77.479, Pathé Marconi